# Yvette Young
Yvette Young (28 de junio de 1991) es una músico estadounidense de San José, California . Actualmente es la cara visible de la banda de math rock Covet.

## Historia
Young se graduó de la Universidad de California, Los Ángeles con una Licenciatura en Bellas Artes y comenzó su carrera publicando videos de ella misma tocando música en 2009. En 2014, Young lanzó un EP titulado Acoustics EP  y amplió aún más la discografía con el lanzamiento de un EP dividido con Natalie Evans en 2015.
En junio de 2017, Young lanzó un segundo EP titulado Acoustics EP 2 .
Young también crea ilustraciones y piezas de arte únicas, incluyendo el trabajo en algunas de sus propias guitarras.

## Instrumentos
Desde 2019, Young toca dos guitarras Ibanez Talman Prestige con pastillas Seymour Duncan Five-Two de  una sola bobina y terminaciones brillantes personalizadas, y un Strandberg de traste abanico de 7 cuerdas que ella ha pintado. 
Young usa amplificadores  Vox  AC. Su amplificador de gira es un AC30.
Durante NAMM 2020, Ibanez anunció el modelo signature de Young, el YY10, un Talman de estilo Strat. 

## Discografía

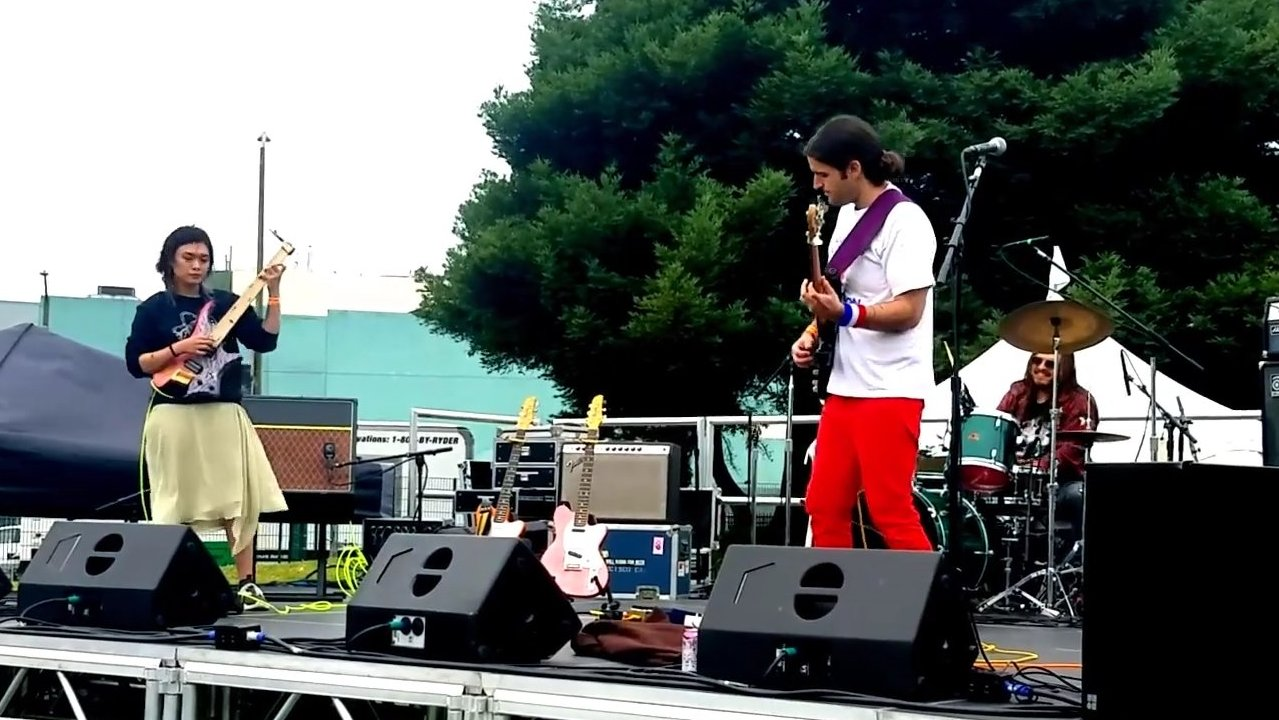
Yvette Young tocando con Covet, 2019

### Discografía solista
EPs
- Acoustics EP (2014)
- Yvette Young / Natalie Evans Split (2015)
- Acoustics EP 2 (2017)
- Piano EP (2019)

### Discografía con Covet
Álbumes
- effloresce (2018)
- technicolor (2020)

EPs
- Currents (2015)
- An Audiotree Live Session (2016)
- Acoustics (2019)